# USS Monitor
O USS Monitor foi um navio de guerra encouraçado a vapor, comissionado pela Marinha dos Estados Unidos em 1861 e completado em 1862. A embarcação é mais famosa pela participação na primeira batalha entre navios encouraçados de guerra da história, na Batalha de Hampton Roads em 9 de março de 1862, em que o Monitor enfrentou o encouraçado CSS Virginia dos Estados Confederados da América. Além disso foi notada também por conter uma série de inovações, incluindo uma torre giratória, o que levou a mudanças futuras na construção naval. E foi o primeiro de uma longa linha de Classe Monitor de navios de guerra estadunidenses.
O encouraçados eram apenas uma inovação recente, que começaram com as baterias flutuantes de encouraçados da Guerra da Crimeia, com o encouraçado francês La Gloire. Posteriormente os projetos de navios comuns e de guerra mudaram radicalmente.

## Desenvolvimento
No início da Guerra da Secessão, o Congresso Americano havia solicitado à marinha propostas de navios encouraçados para fazer frente ao antigo navio dos Estados da União o Merrimack, que os Confederados estavam construindo. E entre 16 projetos entregues estava o do Monitor de John Ericsson, o navio que Ericsson propunha tinha borda livre baixa e o casco era feito de duas metades, uma sobre a outra. A inferior continha as máquinas, fornalhas, alojamentos para a tripulação e o paiol de carvão; a parte superior, maior, situava-se sobre à inferior, formando uma grande balsa blindada com 457mm de borda livre, que deixava uma pouca área a ser atingida em caso de combate. Nas laterais possuía uma couraça laminada.